# سامسونگ اس‌جی‌اچ-تی۳۱۹
سامسونگ اس‌جی‌اچ-تی۳۱۹ یک نمونه از گوشی‌های تلفن همراه سری T شرکت سامسونگ می باشد که توسط همین شرکت به بازار عرضه شده‌است.